# Västersjön (Tjällmo socken, Östergötland)
Västersjön är en sjö i Motala kommun i Östergötland och ingår i Motala ströms huvudavrinningsområde.